# Joseph Marie Nguyễn Quang Tuyến
Joseph Marie Nguyễn Quang Tuyến (Dai Lam, 20 settembre 1945 – Portland, 23 settembre 2006) è stato un vescovo cattolico vietnamita.

## Biografia
Fu ordinato presbitero il 16 settembre 1974. Il 15 dicembre 1988 fu eletto vescovo coadiutore del vescovo di Bắc Ninh, Paul Joseph Phạm Đình Tụng; fu ordinato il 25 gennaio 1989 per l'imposizione delle mani del cardinale Joseph-Marie Trịnh Văn Căn. Divenne quindi vescovo di quella diocesi il 23 marzo 1994. Secondo la Chiesa cattolica mantenne viva la fede delle comunità del paese durante il regime comunista.
Morì di cancro negli Stati Uniti il 23 settembre 2006. Il giorno seguente furono celebrati i solenni funerali nella cattedrale di Bắc Ninh.

### Ministero pastorale
Il suo principale impegno fu l'attenzione della chiesa locale all'educazione dei giovani e dei presbiteri.
Formò gruppi di giovani che portavano il catechismo alle zone rurali e montagnose, dove la scarsezza di sacerdoti avrebbe potuto compromettere la vita di fede delle popolazioni.

## Genealogia episcopale
La genealogia episcopale è:
- Cardinale Scipione Rebiba
- Cardinale Giulio Antonio Santori
- Cardinale Girolamo Bernerio, O.P.
- Vescovo Claudio Rangoni
- Arcivescovo Wawrzyniec Gembicki
- Arcivescovo Jan Wężyk
- Vescovo Piotr Gembicki
- Vescovo Jan Gembicki
- Vescovo Bonawentura Madaliński
- Vescovo Jan Małachowski
- Arcivescovo Stanisław Szembek
- Vescovo Felicjan Konstanty Szaniawski
- Vescovo Andrzej Stanisław Załuski
- Arcivescovo Adam Ignacy Komorowski
- Arcivescovo Władysław Aleksander Łubieński
- Vescovo Andrzej Stanisław Młodziejowski
- Arcivescovo Kasper Kazimierz Cieciszowski
- Vescovo Franciszek Borgiasz Mackiewicz
- Vescovo Michał Piwnicki
- Arcivescovo Ignacy Ludwik Pawłowski
- Arcivescovo Kazimierz Roch Dmochowski
- Arcivescovo Wacław Żyliński
- Vescovo Aleksander Kazimierz Bereśniewicz
- Arcivescovo Szymon Marcin Kozłowski
- Vescovo Mečislovas Leonardas Paliulionis
- Arcivescovo Bolesław Hieronim Kłopotowski
- Arcivescovo Jerzy Józef Elizeusz Szembek
- Vescovo Stanisław Kazimierz Zdzitowiecki
- Cardinale Aleksander Kakowski
- Papa Pio XI
- Vescovo Jean-Baptiste Nguyễn Bá Tòng
- Vescovo Thaddée Anselme Lê Hữu Từ, O.Cist.
- Cardinale Joseph Marie Trịnh Như Khuê
- Cardinale Joseph-Marie Trịnh Văn Căn
- Vescovo Joseph Marie Nguyễn Quang Tuyến